# Berchtesgadenrennen 1967
Die Berchtesgadenrennen fanden am 5. und 6. Januar 1967 nahe dem deutschen Wintersportort Berchtesgaden am Jenner statt. Sie waren die allerersten Rennen im Alpinen Skiweltcup und Teil des von der französischen Sportzeitung L’Équipe organisierten Weltcups 1967. Um auf die Besonderheit dieses neuen Formats hinzuweisen, wurde das erste Rennen, der Herrenslalom von Berchtesgaden am 5. Januar, sogar in Tausendstelsekunden gemessen.

## Podestplätze

### Land
| Platz | Nation     |   |   |   |   |
| ----- | ---------- | - | - | - | - |
| 1     | Frankreich | 1 | 2 | 1 | 4 |
| 2     | Österreich | 1 | 0 | 0 | 1 |
| 3     | Schweiz    | 0 | 0 | 1 | 1 |
| Total | Total      | 2 | 2 | 2 | 6 |

### Sportler
| Platz | Nation     | Sportler/in       |   |   |   |   |
| ----- | ---------- | ----------------- | - | - | - | - |
| 1     | Frankreich | Georges Mauduit   | 1 | 0 | 0 | 1 |
| 1     | Österreich | Heinrich Messner  | 1 | 0 | 0 | 1 |
| 3     | Frankreich | Léo Lacroix       | 0 | 1 | 0 | 1 |
| 3     | Frankreich | Jules Melquiond   | 0 | 1 | 0 | 1 |
| 5     | Schweiz    | Dumeng Giovanoli  | 0 | 0 | 1 | 1 |
| 5     | Frankreich | Jean-Claude Killy | 0 | 0 | 1 | 1 |
| Total | Total      | Total             | 2 | 2 | 2 | 6 |

## Ergebnisse

### Slalom
| Platz | Nation         | Sportler          | 1. Lauf      | 2. Lauf | Total    |
| ----- | -------------- | ----------------- | ------------ | ------- | -------- |
| 01    | Österreich     | Heinrich Messner  | 49,774 (10.) | 47,483  | 1:37,257 |
| 02    | Frankreich     | Jules Melquiond   | 48,451       | 48,866  | 1:37,317 |
| 03    | Schweiz        | Dumeng Giovanoli  | 49,354 (6.)  | 48,027  | 1:37,381 |
| 04    | Frankreich     | Jean-Claude Killy |              |         | 1:37,797 |
| 05    | Italien        | Carlo Senoner     |              |         | 1:38,533 |
| 06    | Frankreich     | Guy Périllat      |              |         | 1:38,711 |
| 07    | Österreich     | Karl Schranz      |              |         | 1:38,855 |
| 08    | Österreich     | Herbert Huber     |              |         | 1:39,087 |
| 09    | BR Deutschland | Willi Lesch       |              |         | 1:39,169 |
| 10    | Schweiz        | Andreas Sprecher  | 49,291       | 50,064  | 1:39,355 |
|       |                |                   |              |         |          |
| 20    | Schweiz        | Stefan Kälin      |              |         | 1:42,637 |
| 24    | Schweiz        | Edmund Bruggmann  |              |         | 1:44,005 |
| 28    | Schweiz        | Jakob Tischhauser |              |         | 1:44,609 |
| 33    | Schweiz        | Kurt Huggler      |              |         | 1:45,322 |

Datum: Donnerstag, 5. Januar 1967
Länge: 430 m
Höhenunterschied: 180 m
Kurssetzer: Matthias Wanger ( BR Deutschland) & René Sulpice ( Frankreich)
Gestartet: 78 Fahrer
Quellen:
| Platz | Nation         | Sportler          | Punkte |
| ----- | -------------- | ----------------- | ------ |
| 01    | Österreich     | Heinrich Messner  | 25     |
| 02    | Frankreich     | Jules Melquiond   | 20     |
| 03    | Schweiz        | Dumeng Giovanoli  | 15     |
| 04    | Frankreich     | Jean-Claude Killy | 11     |
| 05    | Italien        | Carlo Senoner     | 8      |
| 06    | Frankreich     | Guy Périllat      | 6      |
| 07    | Österreich     | Karl Schranz      | 4      |
| 08    | Österreich     | Herbert Huber     | 3      |
| 09    | BR Deutschland | Willi Lesch       | 2      |
| 10    | Schweiz        | Andreas Sprecher  | 1      |

| Platz | Nation         | Sportler          | Punkte |
| ----- | -------------- | ----------------- | ------ |
| 01    | Österreich     | Heinrich Messner  | 25     |
| 02    | Frankreich     | Jules Melquiond   | 20     |
| 03    | Schweiz        | Dumeng Giovanoli  | 15     |
| 04    | Frankreich     | Jean-Claude Killy | 11     |
| 05    | Italien        | Carlo Senoner     | 8      |
| 06    | Frankreich     | Guy Périllat      | 6      |
| 07    | Österreich     | Karl Schranz      | 4      |
| 08    | Österreich     | Herbert Huber     | 3      |
| 09    | BR Deutschland | Willi Lesch       | 2      |
| 10    | Schweiz        | Andreas Sprecher  | 1      |

### Riesenslalom
| Platz | Nation     | Sportler              | Zeit    |
| ----- | ---------- | --------------------- | ------- |
| 01    | Frankreich | Georges Mauduit       | 1:46,91 |
| 02    | Frankreich | Léo Lacroix           | 1:47,30 |
| 03    | Frankreich | Jean-Claude Killy     | 1:48,05 |
| 04    | Schweiz    | Stefan Kälin          | 1:49,10 |
| 05    | Frankreich | Roger Rossat-Mignod   | 1:49,31 |
| 06    | Frankreich | Guy Périllat          | 1:49,37 |
| 07    | Österreich | Karl Schranz          | 1:49,78 |
| 08    | Österreich | Heinrich Messner FGWC | 1:49,91 |
| 09    | Schweiz    | Edmund Bruggmann      | 1:50,22 |
| 10    | Österreich | Herbert Huber         | 1:50,27 |
|       |            |                       |         |
| 12    | Schweiz    | Dumeng Giovanoli      | 1:50,59 |
| 14    | Schweiz    | Jakob Tischhauser     | 1:50,90 |
| 19    | Schweiz    | Willy Favre           | 1:51,98 |

Datum: Freitag, 6. Januar 1967
Länge: 1600 m
Höhenunterschied: 440 m
Kurssetzer: Mathias Wanger ( BR Deutschland), 60 Tore
Quellen:
| Platz | Nation     | Sportler            | Punkte |
| ----- | ---------- | ------------------- | ------ |
| 01    | Frankreich | Georges Mauduit     | 25     |
| 02    | Frankreich | Léo Lacroix         | 20     |
| 03    | Frankreich | Jean-Claude Killy   | 15     |
| 04    | Schweiz    | Stefan Kälin        | 11     |
| 05    | Frankreich | Roger Rossat-Mignod | 8      |
| 06    | Frankreich | Guy Périllat        | 6      |
| 07    | Österreich | Karl Schranz        | 4      |
| 08    | Österreich | Heinrich Messner    | 3      |
| 09    | Schweiz    | Edmund Bruggmann    | 2      |
| 10    | Österreich | Herbert Huber       | 1      |

| Platz | Nation     | Sportler            | Punkte |
| ----- | ---------- | ------------------- | ------ |
| 01    | Österreich | Heinrich Messner    | 28     |
| 02    | Frankreich | Jean-Claude Killy   | 26     |
| 03    | Frankreich | Georges Mauduit     | 25     |
| 04    | Frankreich | Jules Melquiond     | 20     |
| 04    | Frankreich | Léo Lacroix         | 20     |
| 06    | Schweiz    | Dumeng Giovanoli    | 15     |
| 07    | Frankreich | Guy Périllat        | 12     |
| 08    | Schweiz    | Stefan Kälin        | 11     |
| 09    | Frankreich | Roger Rossat-Mignod | 8      |
| 09    | Österreich | Karl Schranz        | 8      |
| 09    | Italien    | Carlo Senoner       | 8      |